# LSG Sky Chefs
LSG Lufthansa Service Holding AG è la holding tedesca del gruppo LSG, un insieme di società che forniscono prodotti e servizi per l'industria dei viaggi. Con il marchio LSG Sky Chefs, la compagnia è un fornitore di servizi di catering a bordo per il settore aereo. Inoltre, la compagnia fornisce servizi estesi su altri aspetti del servizio di bordo, tra cui: progettazione e approvvigionamento di attrezzature di bordo, logistica di bordo, gestione di bordo, gestione di vendita al dettaglio a bordo e gestione delle sale aeroportuali. Oltre a fornire servizi di ristorazione agli aerei, LSG ha ampliato le proprie attività per includere i treni commerciali.
LSG è stata una filiale di Deutsche Lufthansa AG. La sede mondiale dell'azienda si trova a Neu-Isenburg, vicino a Francoforte, in Germania. La sua sede nordamericana si trova a Irving, Texas, Stati Uniti.
Nel febbraio 2018 LSG Sky Chefs ha co-fondato la Airline Catering Association, con sede a Bruxelles, in Belgio.
Il gruppo LSG che conta 20 mila dipendenti gestendo 36 joint venture in tutto il mondo (131 attività di ristorazione LSG Sky Chefs) nelle Americhe e mercati emergenti dell'Asia-Pacifico è stata ceduta il 6 Aprile 2023 (acquisizione avvenuta definitivamente a novembre) al gruppo Aurelius, società di investimenti con uffici in cinque paesi europei.